# Оравска Ясеница (район Наместово)

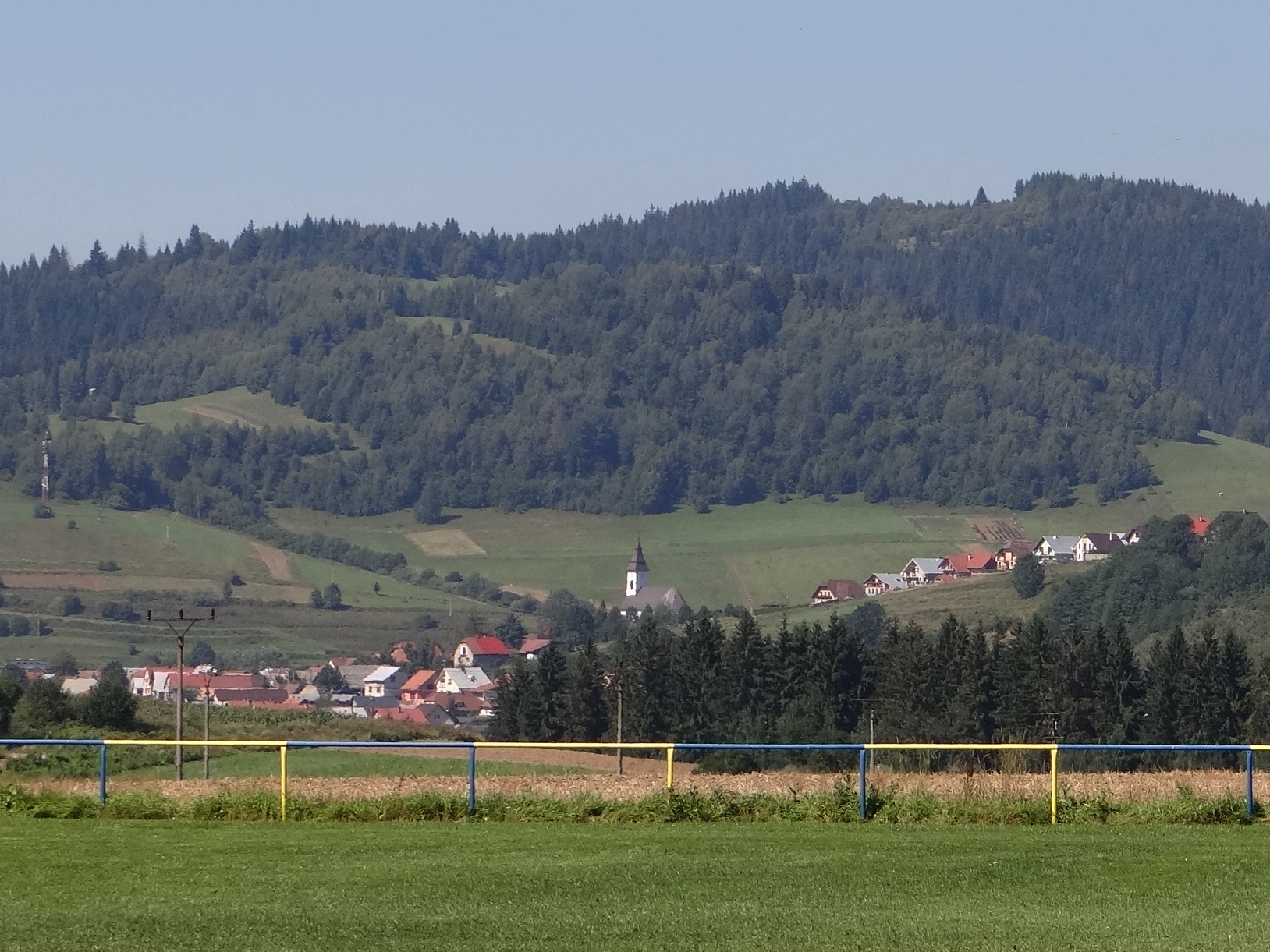
Оравска Ясеница

Оравска Ясеница (словац. Oravská Jasenica , венг. Jaszenica, нем. Jasenitz) — деревня и община района Наместово Жилинского края в северной Словакии.
Расположена в Бескидах в исторической области О́рава недалеко от Оравского водохранилища, в 4 км от районного центра города Наместово. 17 км от Тврдошина и около 219 км от Братиславы. Площадь — 23,68 км².

## Население
| Год:                | 1994 | 2004     | 2014     | 2024     |
| ------------------- | ---- | -------- | -------- | -------- |
| Количество человек: | 1412 | 1575     | 1789     | 1992     |
| Разница:            |      | +11,54 % | +13,58 % | +11,34 % |

Население на 31 декабря 2020 года — 1 894 человека.

## История
Впервые упоминается в 1588 году. Жители занимались обработкой дерева, кожи, меха, льна и строительством. В селе были винокурня и большая пивоварня.

## Известные уроженцы
- Гамуляк, Мартин (1789—1859) — словацкий лингвист, редактор, издатель, будитель, участник словацкого национального движения.